# پیچ‌گوشتی برقی

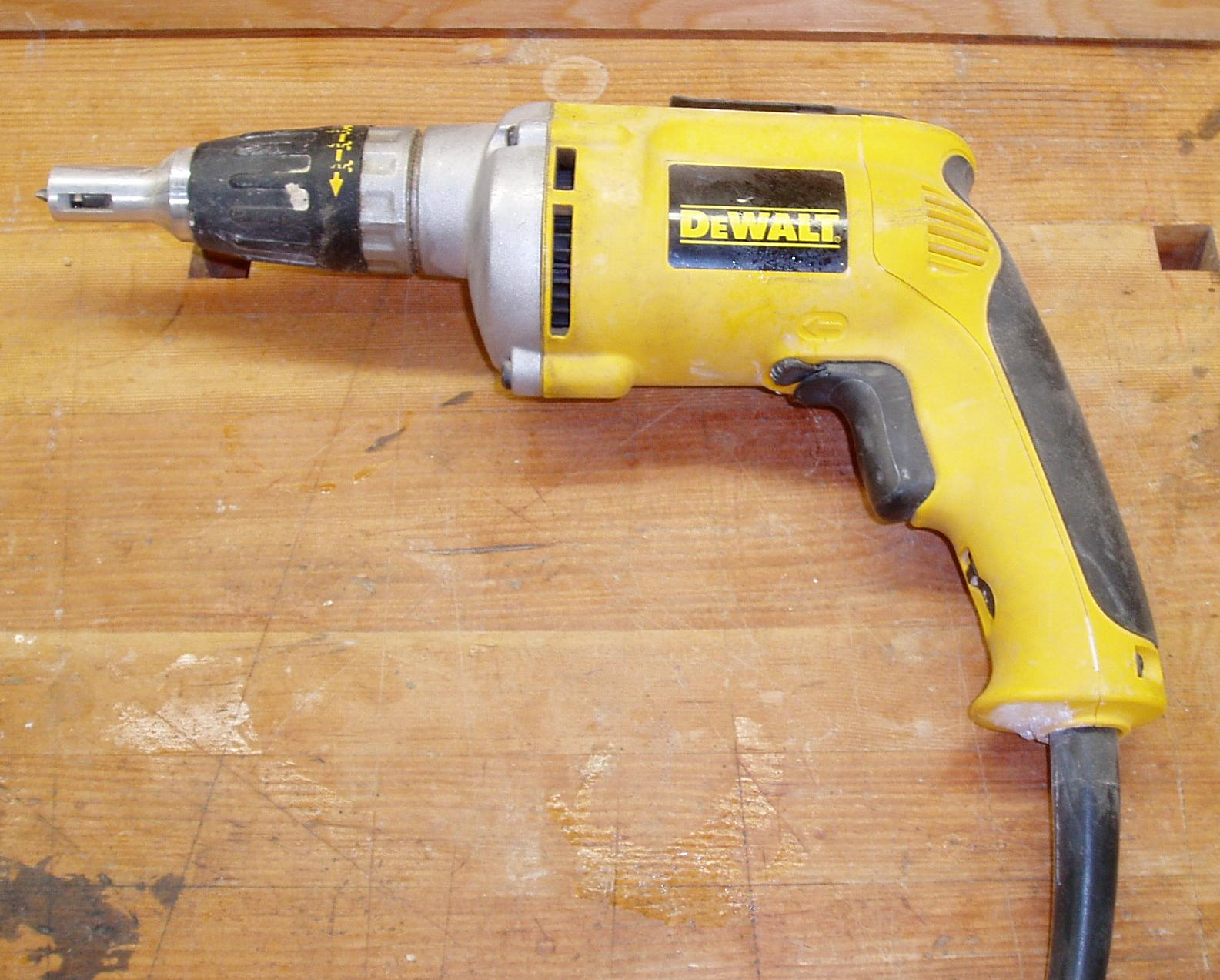
یک پیچ‌گوشتی برقی دی‌والت.

پیچ‌گوشتی برقی (به انگلیسی: Screw gun) نام ابزاری است شبیه به دریل که برای باز یا بسته کردن پیچ‌ها به کار می‌رود. عملکرد آن شبیه پیچ‌گشتی دستی است.
دو نوع اصلی از پیچ‌گوشتی برقی وجود دارد، یک نوع که برای نصب دیوار خشک طراحی شده و نوع دیگر که طرح آن برای مقاصد کلی ساخت‌وساز پیش‌بینی شده‌است. پیچ‌گوشتی برقی دیوار خشک می‌تواند تا ۴ هزار دور در دقیقه بچرخد اما توان چرخش پیچ‌گوشتی برقی با کارکرد عمومی معمولاً ۲۵۰۰ دور در دقیقه است.